# Aire coutumière Ajië-Aro
Die Aire coutumière Ajië-Aro ist eine Verwaltungseinheit einer besonderen Form (Aire coutumière) im französischen Überseedépartement Neukaledonien. Sie wurde am 19. März 1999 gegründet und umfasst drei Gemeinden und einen Teil der Gemeinde Poya in der Mitte der Insel Grande-Terre. In Ajië-Aro sind 41 Kanak-Stämme registriert.

## Gemeinden
| Gemeinde                 | Einwohner 1. Januar 2022 | Fläche km² | Dichte Einw./km² | Code INSEE | Postleitzahl |
| ------------------------ | ------------------------ | ---------- | ---------------- | ---------- | ------------ |
| Bourail                  | 5.531                    | 789,61     | 7                | 98803      | 98870        |
| Houaïlou                 | 3.955                    | 952,69     | 4                | 98808      | 98816        |
| Moindou                  | 681                      | 397,06     | 2                | 98816      | 98819        |
| Poya                     | 2.802                    | 926,37     | 3                | 98827      | 97827        |
| Aire coutumière Ajië-Aro |                          |            |                  | –          | –            |

1. ↑   Nur der südliche Teil der Gemeinde, der Rest gehört zur Aire coutumière Paici-Camuki.